# Elecciones federales de México de 1876
Las elecciones federales de México de 1876 se llevaron a cabo en dos jornadas, las elecciones primarias el 25 de junio de 1876 y las elecciones secundarias el 10 de julio de 1876, en ellas se eligieron los siguientes cargos de elección popular:
- Presidente de la República . Jefe de Estado y de Gobierno, electo por un periodo de 4 años, con posibilidad de reelección inmediata, para cubrir el periodo 1876 - 1880 y del que tomaría posesión el 1 de diciembre de 1876. El candidato electo fue Sebastián Lerdo de Tejada (quien se desempeñaba como presidente desde 1872 y buscaba la reelección). Sin embargo no logró tomar posesión del cargo pues luego del triunfo de la Revolución de Tuxtepec tuvo que renunciar a la presidencia y abandonar la capital el 20 de noviembre de ese mismo año. De acuerdo con lo pactado, Juan N. Méndez asumió el cargo de manera interina.

## Presidente
|  | 90.93 % |

|  | 4.44 % |

|  | 4.63 % |

|  | 100.00 % |